# Tower Colliery

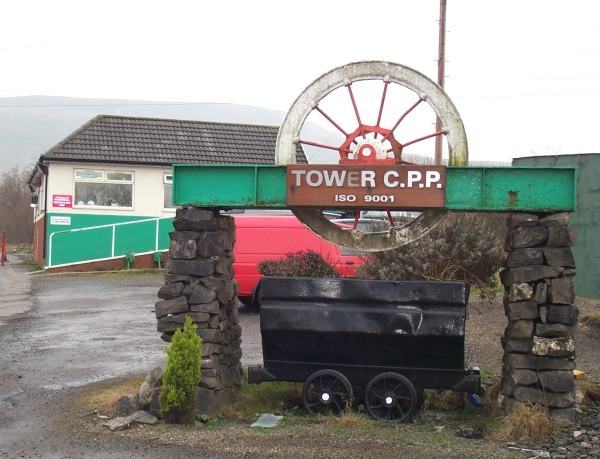

Tower Colliery était la plus ancienne mine de charbon du Royaume-Uni, et peut-être du monde, et la seule de son genre restant des vallées du sud du Pays de Galles. Elle est située près du village de Hirwaun, au nord de la ville d'Aberdare dans la Cynon Valley au sud du Pays de Galles.
Le film "Charbons Ardents" (Jean-Michel Carré, 2000) est consacré à la gestion coopérative originale de cette mine en 1994.